# Arilds vingård

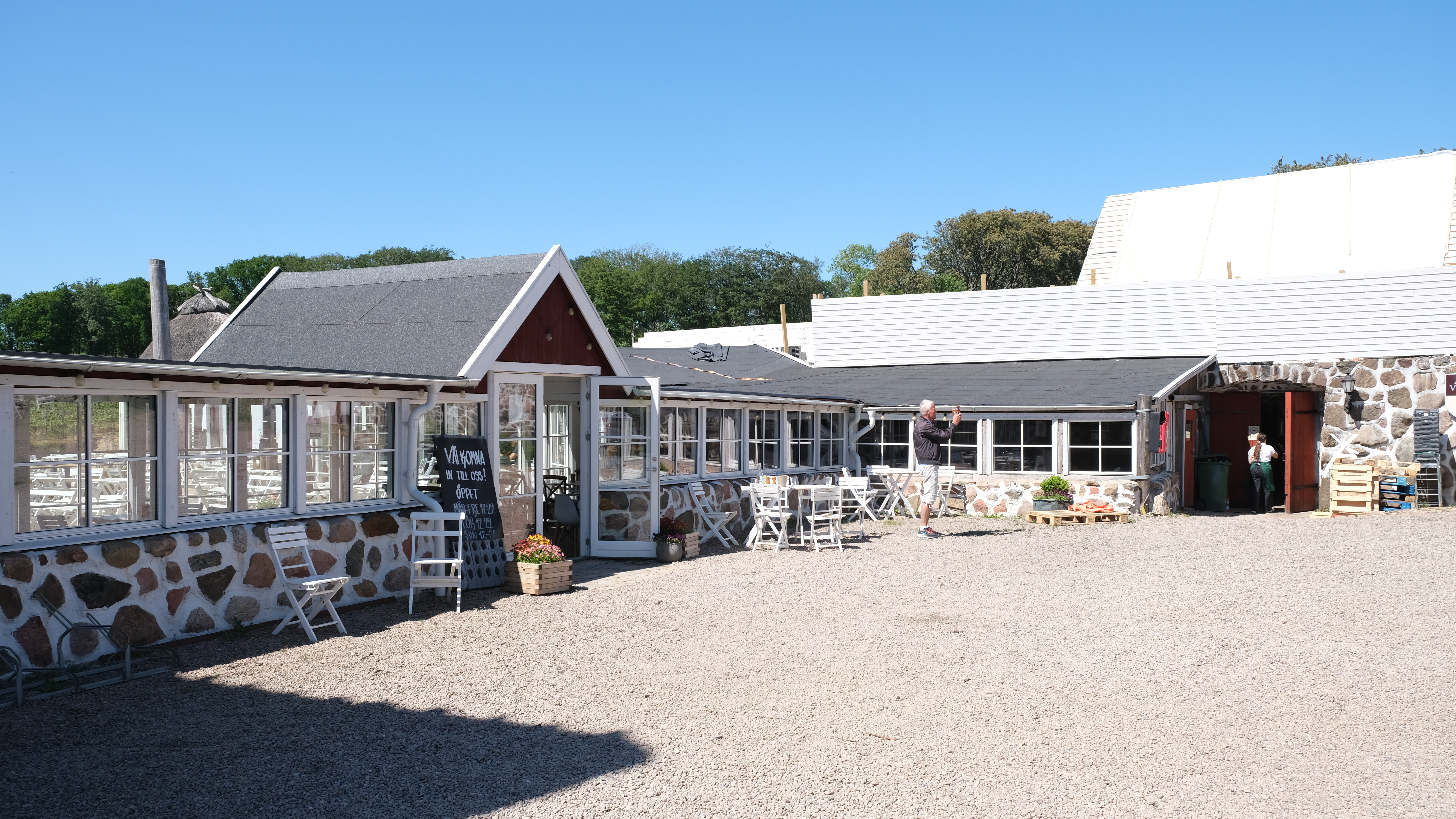
Entrén till Arilds vingård 2021.

Arilds vingård, som ligger vid infarten till samhället Arild på Kullahalvön, är Sveriges största vingård med 135 000 vinstockar på 23 hektar (2021). Årsproduktionen är 50 000 liter vin (2021).
Vingården ägs av makarna Annette och Jonas Ivarsson. Den startade sin verksamhet i liten skala år 2007 och den har sedan dess vuxit för varje år. I slutet av 2010-talet rekryterades oenologen Joe Roman som vinmakare. Odlingen sker helt ekologiskt utan användning av gifter.
Förutom odling och vinframställning finns restaurang och hotellverksamhet.
På vingården framställs vitt vin på druvorna Solaris, Muscaris och Souvignier gris samt rött vin på Pinot Noir précoce och Cabernet cortis. Man gör även mousserande vin. 